# セルキー
セルキー （スコットランド語: selkie, selchie, silkie 「あざらし」）またはセルキー族（selkie fowk）は、スコットランド、特にオークニー諸島やシェトランド諸島の民間伝承に語られる、あざらしから人間の姿に変身する神話上の種族。
ふだんは海中で生活しているが、陸にあがるときは「あざらしの皮」を脱いで人間と化すると言われている。
脱衣した皮を島民が盗み、海に戻れなく困っている女性を強いて妻とする「白鳥乙女の伝説」型（羽衣伝説型）の異類婚姻譚が多い。また男のセルキーを愛人とした女性の古謡（バラッド）や噂話も記録されている。
「あざらし女」の伝承はアイスランドやフェロー諸島にも顕在し、アイルランドにも若干の例がみられる。

## 名称
オークニー諸島では「セルキー」と呼ばれる場合が多いが、シェトランド諸島では、こうした「あざらし人間」をマーマンやマーウーマン（人魚）と称する記録例も見られる 。

## 伝承
特にオークニー諸島やシェトランド諸島（北部諸島）にその伝承が強く残されている。
男性のセルキーは非常にハンサムな姿で、人間の女性を誘惑することに長けているとされる。そして彼らは決まって、漁師の夫の帰りを持つ妻のような、人生に不満を抱いている者を探す。人間の女性の方から男性のセルキーと会いたいならば、海に七滴の涙を落とさなければならないとされる。
また、もし人間の男性が女性のセルキーが脱いだ皮を盗ってしまうと、彼女は男性の言いなりとなってしまい、妻となるしかなくなる。彼女らは妻としては完璧であると言われるが、彼女らの本当の住処は海なので、結婚してからも恋しそうな面持ちで海を眺めていることが多いと言われる。また、盗られた皮を見つけると、彼女らは海にある本当の家や、時にはセルキーの夫の元へと直ちに戻る。話によってはセルキーの乙女が人間の妻とされ、数人の子供をもうけることもある。このような話では、子供の一人が皮を発見し（大抵はそれが何かを知らずに）、セルキーは直に海へと帰ってしまう。セルキーは普通人間の夫と再び会うことを避けるが、子供たちに会いに戻ってきて、波の中で一緒に遊ぶ姿が描写されることもある。
セルキーが登場する話は多くが悲恋物語である。自分の愛する人がセルキーだったとは知らないままに、朝起きるといなくなっていた、という話もある。他の話では人間がセルキーの皮を隠して、あざらしの姿に戻れないようにする。セルキーは一人の相手と短い時間しか一緒に過ごすことができず、その後はすぐ海へと戻らなければならない。そして人間が皮を隠したり、焼いてしまったりしない限りは、その後7年間は人間と接触することができない。
フェロー諸島においては、「セルキー(Selkie)」もしくは「あざらし妻(Seal Wife)」の伝承には二通りの筋がある。フェロー諸島のケァルソイ島のミクラダルール(Mikladalur)に住むある若い農家の青年が、ある日海辺へセルキーの踊りを見に行く。彼は美しいセルキーの娘の皮を隠し、海へ戻れないようにして自分と結婚することを強いた。彼はその皮を棚にしまい、その鍵を昼夜肌身離さず持っていた。ある日釣りへと出かけている時、彼は鍵を持ってくることを忘れたことに気づく。そして家へ帰ると、妻のセルキーは子供たちを残して海へと逃げ帰ってしまっていた。後日、彼は狩りへと出かけたときに、逃げた妻の夫のセルキーと二人の息子のセルキーを殺してしまう。そして彼の妻だったセルキーはミクラダルールの男たちに、「ある者は溺れ、ある者は崖や坂から転落し、彼らの亡きがらが手を繋ぎケァルソイ島を囲むことができるほど多くの者が死ぬまで」復讐し続けることを決意する。

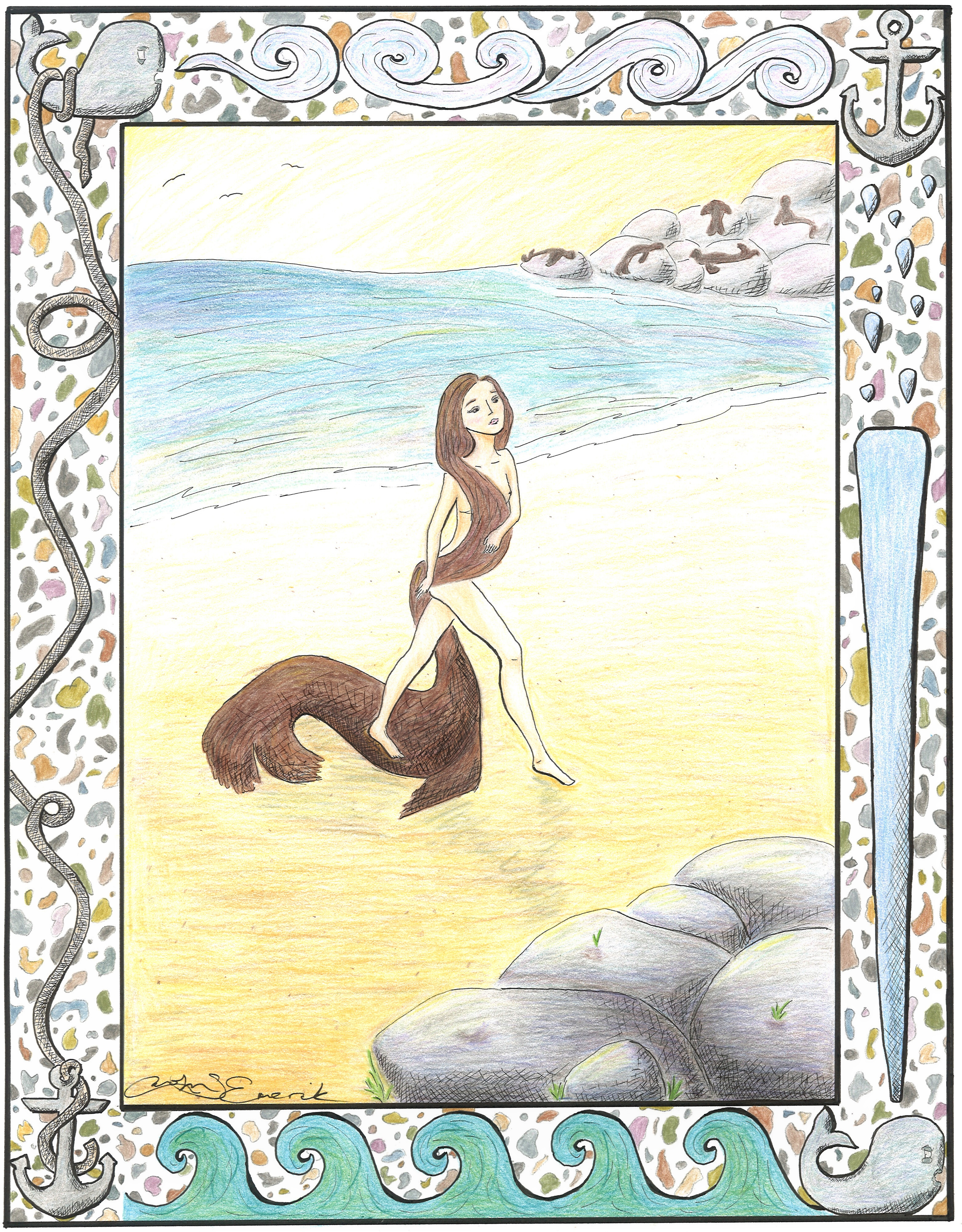
あざらしの皮を脱ぐ海辺のセルキー

ゴードン・ボック (en:Gordon Bok) の『ピーター・カガンと風 (Peter Kagan and the Wind)』にはあざらしの女性と結婚した漁師のカガンが登場する。カガンは妻の制止を振り切って、年末の危ない時期に海へと出るが、ひどい嵐に遭って家へと戻れなくなってしまう。カガンの妻はあざらしの姿へと戻ってカガンを救うが、再び人間の姿にはなることはできず、カガンと築いた幸せな家庭へと戻ることはできなかった。
シェトランド諸島に伝わるいくつかの話には、真夏の時期にセルキーが島民を海へと誘い、魅了された彼らは二度と陸へと戻ってこなかった、というものもある。
セルキーに類似した伝承はウェールズにも存在するが、内容が少し異なり、ここではセルキーは海へと戻った人間である。アリアンロッドの第一子であるディラン (en:Dylan ail Don) はマーマンであったり海の精霊であったりし、話によっては生まれて直ぐに海へと戻ってしまう。
あざらしに変身する人間は、多くの文化の民間伝承に登場する。スウェーデンの伝承にもセルキーと同じような生物の記述が存在し、また北アメリカのチヌーク族 (en:Chinookan peoples) にも、あざらしに変身する男の子の話が伝わっている。

## 起源の考察
近代医学の発達以前は多くの身体的異常は治療ができず、奇形をもった子供が生まれたときは妖精のせいにすることも一般に見られた。アウター・ヘブリディーズのマックコードラム (MacCodrum) 家では遺伝的に指の間に角状の奇形が生じ、彼らの手は水かきに似た形をしていた。その説明として、彼らは自分たちを漁師とセルキーの夫婦の子孫だと言ったため、彼らは「あざらしのマックコードラム家」として有名になった。民話研究者、古物収集家であるスコットランド人のデイヴィッド・マクリッチー (en:David MacRitchie) は、スコットランドに初期に渡った人々がフィンランド人やサーミ人の女性と恐らく出会い、そして更には結婚し、彼女らが着ていたあざらしの皮でできたカヤックや衣服を見て、彼女らをセルキーだと誤認したのだろうと述べている。他にも、セルキーに関する伝承はフィンメン（デービス海峡のイヌイット）の目撃を誤って解釈したことから生じたのだ、という可能性を指摘する者もいる。イヌイットの服とカヤックはいずれも動物の皮革で作られており、どちらも水分を含むと浮力を失うため、乾かす必要があった。そして彼らがその服を脱ぐ様子や、岩に置かれた皮の横に寝そべっている様子を見て、あざらしから人間に変身する能力があるのだという迷信につながったのだと考えられている。
他の説としては、難破して岸へと流されたスペイン人の漆黒の髪があざらしに似ていたのだ、というものもある。人類学者のA・アスビオーン・ジョン (A. Asbjorn Jon) が自著で述べたように、セルキーは「溺死した人の魂から超自然的に生じたと伝えられている」ことを示唆する強固な伝承の体系が存在する。

## フィクション、音楽、ポップカルチャーにおけるセルキー
セルキーやその他のあざらし人間に関連した物語としては、バラードの"The Great Silkie of Sule Skerry"や映画の『フィオナの海』がある。
ノーラ・ロバーツ著のThree Sisters Island三部作では、三姉妹の一人の魔女がかつてセルキーを愛し、彼の皮を隠したことがあった。彼女は多くの子を産んで彼と幸せに暮らしていたが、ある日彼は皮を発見してしまい海へと帰らなくてはならなくなってしまった。そして彼の愛を失った悲しみに、彼女は崖から身を投げてしまう。
映画『フィオナの海』ではローン・イニッシュの島の近くで祖父母やいとこのイーモンと暮らすことになった少女フィオナが描かれている。ローン・イニッシュにはセルキーが住んでいると噂されており、またフィオナの家では昔から、彼女の弟は幼い頃に連れ去られてセルキーに育てられたのだという話がある。
スーザン・クーパー著のSeawardでは主人公の女の子カリーが、自らが受け継いだセルキーの能力を自覚し、受け入れて、セルキーの皮を探すようになる。カリーは皮を発見し、皮を手に持って海に飛び込むことで姿を変えることができるようになる。彼女は「セルキーの手」を持って生まれ、肌が荒れており、通常数日で治るような傷でも完治に数週間かかってしまっていた。これにもかかわらず、カリーは小さいとき彼女の手のひらを傷つけてしまう木登りが好きだった。また、彼女は神話に連なる者として他にも、石に変えられてしまったウェストを救うために羽根を用いて鳥を呼び出したように、魔法を使うことができる。
アン・マキャフリイ著のPetaybee Seriesの主要人物の一人であるショーン (Sean Songhili) はセルキーである。彼はあざらしに変身して、近年テラフォームされた惑星において、海中の洞窟を探索する。
カナダのテレビドラマ『ロスト・ガール』のシーズン2のエピソード7では、セルキーの皮を多く収集して、彼女らをナイトクラブのダンサーとして強制的に働かせているクラブオーナーが登場する。
2010年公開、ニール・ジョーダン監督のアイルランド映画『オンディーヌ 海辺の恋人』では、コリン・ファレル演じる釣り人が網にかかった女性を発見する。実はセルキーであるこの女性は釣り人の舟の上で歌い出し、とたんに何百匹もの魚が網にかかるようになる。これはいつもなら起こり得ないことだった。釣り人は女性に住む場所を与え、彼の娘に会わせるが、娘は女性の正体がセルキーであり、人間として生活するために皮を海の中においてきたのだと気付く。
アイルランドのアニメ制作会社のCartoon Saloonは2014年に、セルキーの伝説に基づいた長編映画である『ソング・オブ・ザ・シー 海のうた』を公開した。
アイルランドの歌手カレン・ケイシー (en:Karan Casey) は2000年に『Seal Maiden A Celtic Musical (あざらしの娘 ケルト・ミュージカル)』と題するアルバムを発表した。
アメリカの歌手フランク・ブラック (en:Frank Black) が2005年に発表したアルバム『Honeycomb』には、'Selkie Bride'（セルキーの花嫁）という歌が収録されている。
歌手トーリ・エイモスが2014年に発表したアルバム『アンレペンタント・ジェラルディン』には、'Selkie'（セルキー）という歌が収録されている。
アメリカで製作されたのMMORPGAdventureQuest Worldsでは、あざらしのモンスターとしてセルキーが登場している。
作家ソフィア・サマターの短編小説"Selkie Stories Are for Losers"（セルキーの物語は敗者の為のもの）は、母親がセルキーである主人公によって語られるという形式をとっている。この作品は高く評価され、2014年のネビュラ賞 短編小説部門、 ヒューゴー賞 短編小説部門、 英国SF協会賞、世界幻想文学大賞で最終候補となった。
スコットランドのインターネット上の放送シリーズCaledoniaには二人の男性のセルキー、ドリアン (Dorian) とマグヌス・グレイ (Magnus Grey) が登場する。